# Dubdu
Dubdu, Dubbu, Debdou o Debdu (en àrab دبدو, Dubdū; en amazic ⴷⴱⴷⵓ) és una ciutat de l'est del Marroc, a la regió oriental, a la vora del uadi Dubdu, a la província de Taourirt, de la wilaya d'Oujda (la provincia fou creada par decret de 9 d'abril de 1997 per partició de la província de Berkane-Taourirt i se li va incorporar el cercle Debdou que pertanyia a la província de Jerada). Els habitants es diuen debdubis (plural dbadba). El nom podria derivar d'un rabi jueu anomenat David bar Kohen establert allí al segle xiv però també de l'amazic en el qual debdou vol dir ‘entorn'. La regió està habitada pels ahl dubdu. Sota el protectorat francès fou part de l'amala d'Oudja. Actualment té uns 4.960 habitants.

## Història
Encara que sigui una ciutat antiga no apareix esmentada abans del segle xiii. En el repartiment que va fer Abd Al Hakk (1196-1218) entre les tribus marínides, va correspondre als amazics Banu Urtajjen encarregats de defensar Fes contra els abdalwadites de Tlemcen, i va esdevenir capital del seu territori feudal; fou devastada per l'emir de Tlemcen el 1364/1365. Vers 1430 el cap dels banu urtajjen va constituir un petit principat vassall dels wattàssides. El principat va existir fins al 1563 quan el desè príncep, Said al-Gahlib Bi-llah es va posar sota l'autoritat d'un paixà.
En endavant la història queda reduïda a conflictes locals entre àrabs i amazics però l'administració autònoma es va mantenir i existia encara al segle xix; els musulmans depenien de l'amil de Taza que hi enviava un 'califa (delegat) per recaptar impostos, mentre el jueus pagaven tribut al paixà de Fes.
Al final del segle xix, quan va pujar al tron Mawlay Abd al-Aziz (1894), i durant la revolta del pretendent Bu Hamra, un amazic de nom Bu Hasira va intentar fer-se independent però el 1904 la tribu i la regió es van sotmetre a Bu Hamra, instigats pel jueu Dudu bar Hayda que fou nomenat caid i en aquest càrrec va exercir represàlies contra els jueus rivals, els d'origen andalusí.
El 1911 fou ocupada pels francesos que hi van instal·lar una guarnició militar. Entre 1936 i 1970 la població jueva va emigrar a Israel.

## Bandera del principat de Dubdu
La bandera d'aquest principat (1894-1911) era probablement biforcada blava (color dels jueus), amb un triangle vermell al pal, dins del qual una estrella blanca, i amb uns signes similars a Db'r brodats en fil daurat, en el centre del blau. Aquesta bandera figura al Museu de l'Exèrcit de Madrid, identificada com número 40764.

## Galeria

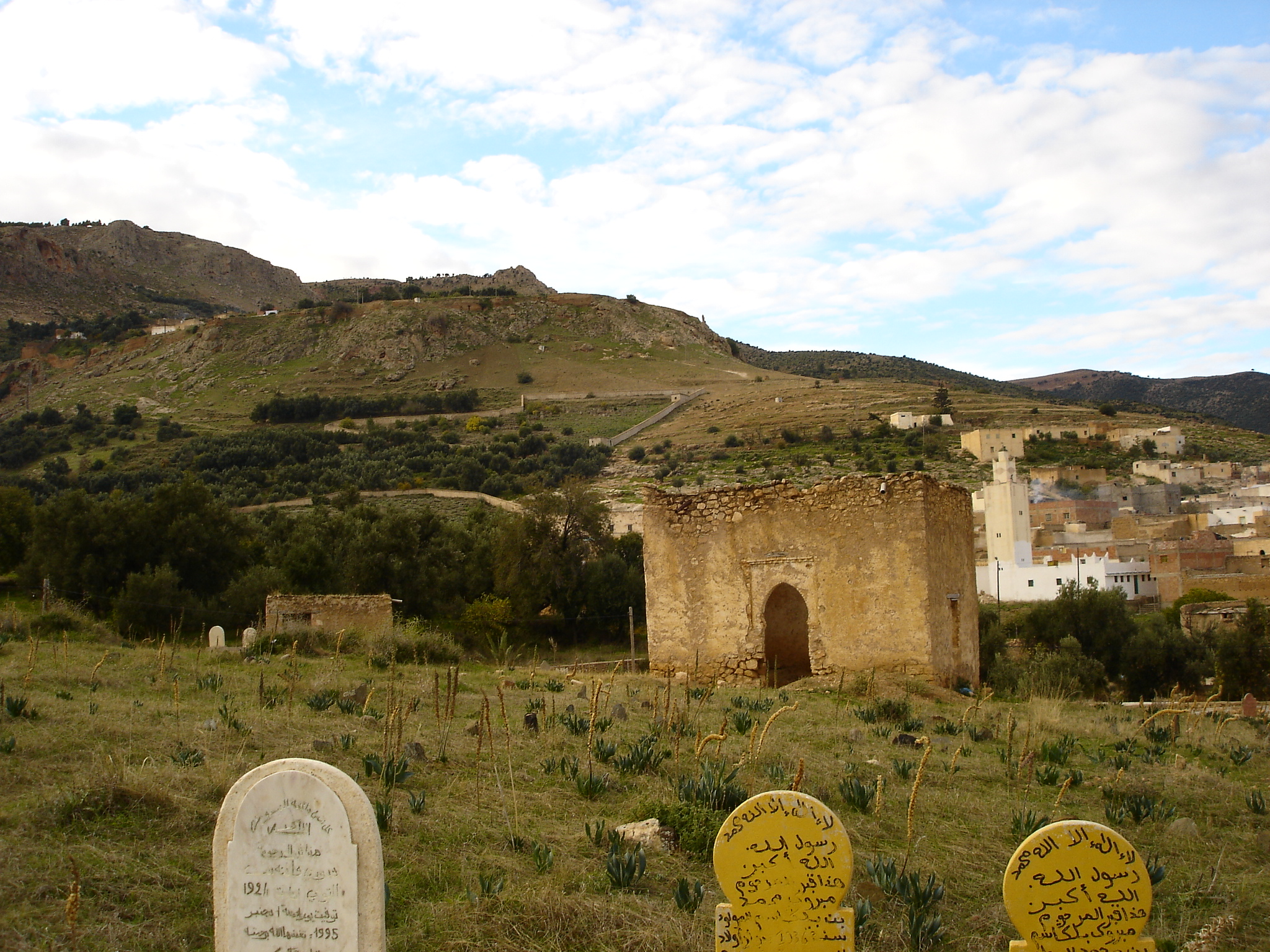
Antic cementiri marinida.
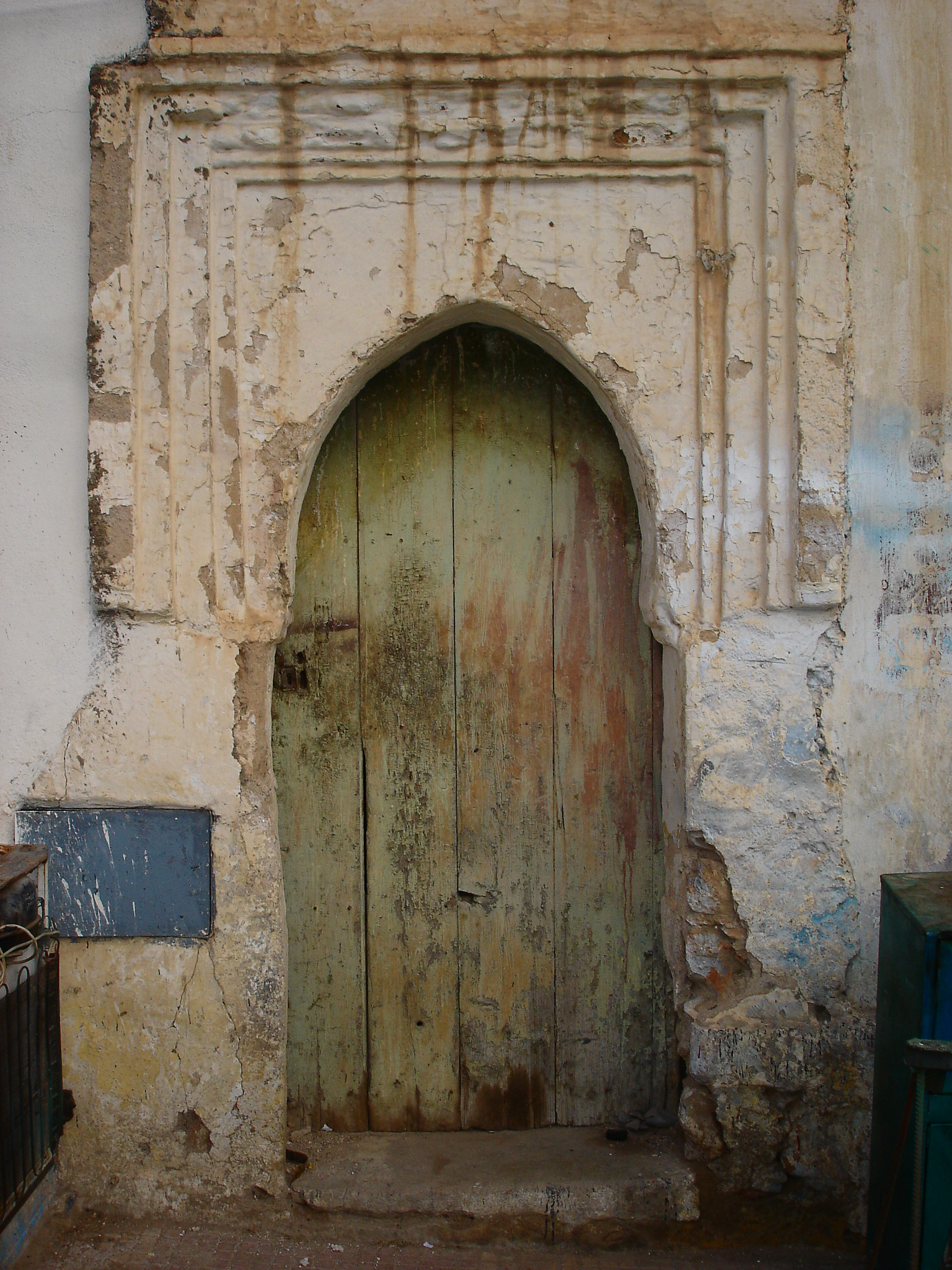
Porta típica d'una casa jueva.
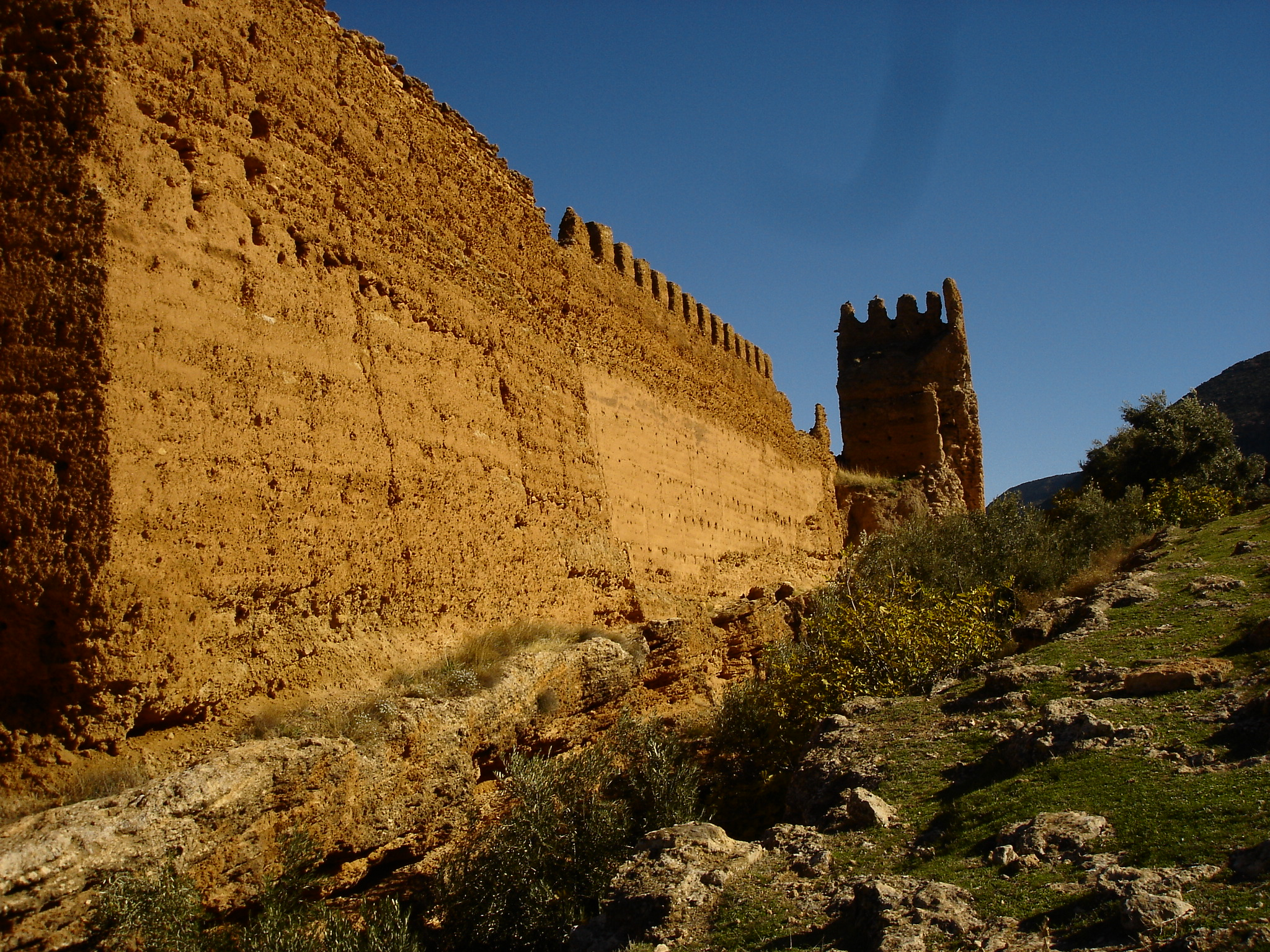
Antiga kasbah marinida.
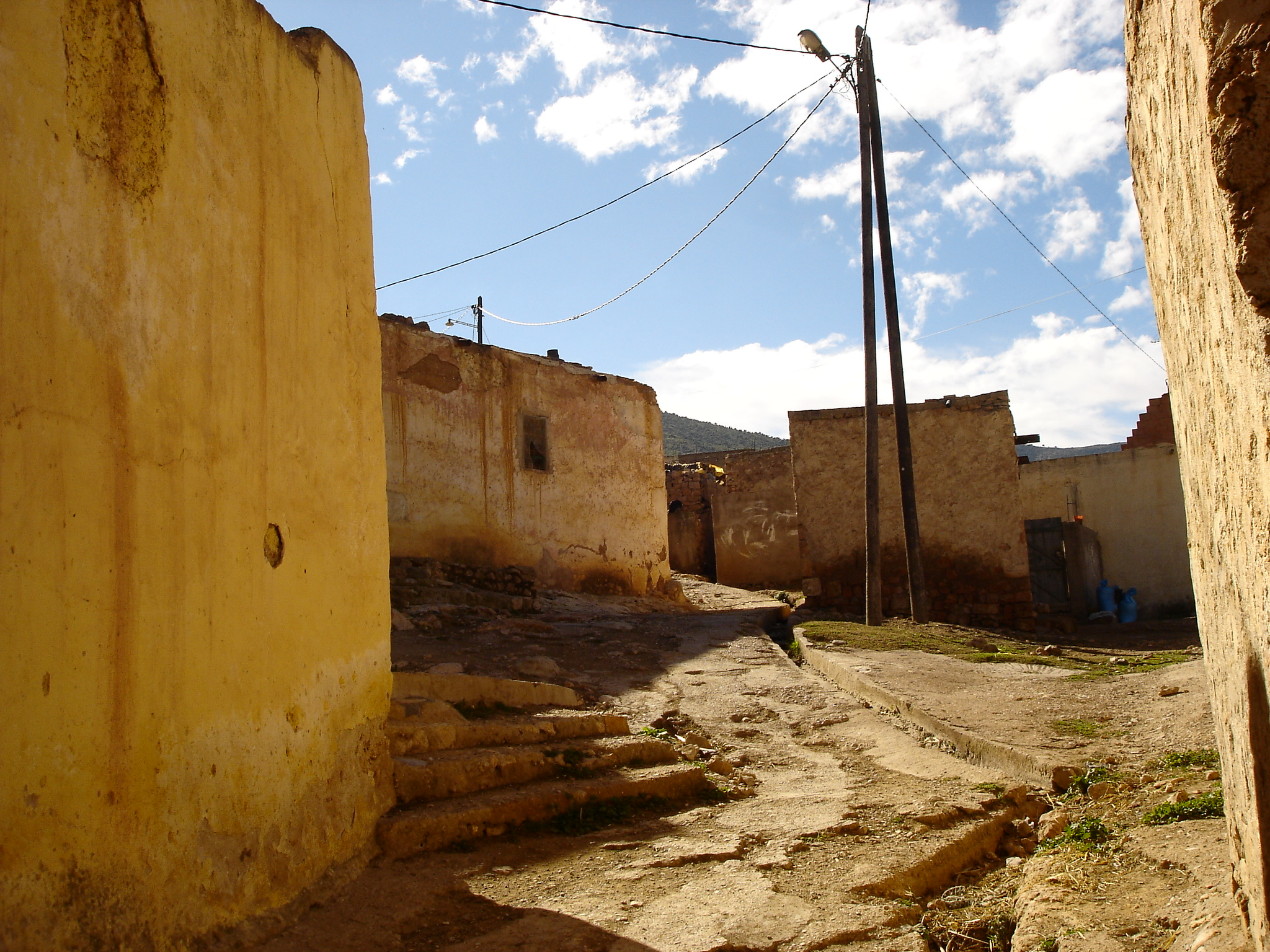
Carrer típic de Debdou.

## Tribus
La població àrab i amazic arabitzada s'organitzava en tribus, que al començar el segle xx eren:
- I-Tribus o localitats
- 1. Fraccions o poblets
- 1.1. Sub fraccions

I) Ahl Debdou
1. Els habitants de la vall de Debdou propriament dit.
2. Ahl Kasba.
3. Ahl Msella.
4. Oulad El Qaela'i.
5. Khelifit.
6. Ahl Bou Ayach.
7. Ahl Rekna.
1.1. Oulad Amara
1.2. Oulad Abid
1.3. Oulad Yousof
1.3.1. Oulad Ali Ben Ahmed
1.3.2. Oulad Abdallâh Ben Hammou
1.4.Kiadid
1.5. Kouhana.
2.1.Oulad Bouzid
2.1.1.Oulad Ahmed Ben Bou Zid
2.1.2.Oulad Allou
2.2.Oulad Belqacem (Zelqama).
3.1.Oulad Chadhmi
3.2.Oulad Moummou
3.3.Oulad Ma'amar
4.1. sense cap subgrup.
5.1.Oulad M'barek Ben Dahmar
5.2.Qrarcha
6.1. Unida als Oulad Amara.
6.2.Oulad Sidi Messaoud.
6.3.Oulad Ben Sbaha (Bahada).
7.1.Oulad Qaddour.
7.2.Oulad Ali Ben Tayeb.
7.3.Oulad Chouik Ahl Sebih.
II) Koubbouyyin/Flouch
1. Koubbouyyin.
2. Flouch (Oulad Sidi Belqacem)
1.1. Oulad Sidi Mohamed Qoubbi
1.2. Oulad el Qela'i
2.1. Oulad Saïd Ben Abdelaziz
2.2. Oulad Moulay Ali
2.3. Oulad El Hadj Mohammed Ben Ali
2.4. Oulad Si Mohamed Ben Qaddour
III) Alouana/ Granza/ Sellaouit
1.Alouana
2.Sellaouit
3.Ahl Granza
1.1. Zerahna
1.2. Oulad ‘Ameur
1.3. Oulad Achachba
1.4. Oulad Abdessadoq
2.1. Ahl Mazzer
2.2. Ahl Taghzoud
3.1. Oulad El H'ayyani
3.2. El Athmana
IV) Beni Fachat/Beni Ouchgel
1. Béni Fachat
2. Béni Ouchguel
1.1 Oulad ‘Addi
1.2. Oulad Mh'ammed
1.3. Deh'amma
2.1. Oulad Ali Ben Haddou
2.2. Khebbaza.
V) Oulad Ounnan
1. Oulad Ounnan
1.1. Oulad Chemafi
1.2. Oulad Bou Harkou